# Eddie Palubinskas
Eddie Palubinskas, (nacido el 17 de septiembre de 1950 en Canberra, Australia) es un exjugador, actualmente entrenador personal de tiro de baloncesto australiano. Con 1.88 de estatura, su puesto natural en la cancha era el de escolta. Ha ejercido de entrenador asistente de los Lakers y entrenador personal de tiro de algunas estrellas de la NBA con problemas en los tiros libres como Shaquille O'Neal y Dwight Howard.

## Participaciones en competiciones internacionales  conAustralia

### Mundiales
- Puerto Rico 1974 12/14

### Juegos Olímpicos
- Múnich 1972 9/16
- Montreal 1976 8/12